# Ensorra verticalis
Ensorra verticalis is een insect uit de familie van de mierenleeuwen (Myrmeleontidae), die tot de orde netvleugeligen (Neuroptera) behoort. 
Ensorra verticalis is voor het eerst wetenschappelijk beschreven door Banks in 1910.